# تهیه‌کنندگان موسیقی (فنلاند)
مُوسیکْکیتُواوتْتایات یا تهیه‌کنندگان موسیقی فنلاند، موسوم به IFPI یا گروه آی‌اف‌پی‌آی فنلاند - یک سازمان غیرانتفاعی فنلاندی است که توسط اعضایی که صنعت موسیقی فنلاند را نمایندگی می‌کنند، تأمین مالی می‌شود. این سازمان منافع ۲۳ شرکت ضبط موسیقی از جمله ئی‌ام‌آی، سونی میوزیک، گروه موسیقی یونیورسال و گروه موسیقی وارنر را در این کشور مدیریت می‌کند.

## وظایف
موسیککیتواوتتایات نماینده فنلاند در فدراسیون بین‌المللی صنعت فونوگرافی است. هدف این سازمان بهبود وضعیت فرهنگی - سیاسی و حمایت‌های قانونی از تولیدات آلبوم، توسعه توزیع و تولید قطعات ضبط شده و نماهنگ و مشارکت در حاکمیت و نظارت بر حقوق تولید است. از سال ۱۹۹۴، موسیککیتواوتتایات مسئول ارائه جدول‌های رسمی فنلاند است. این فهرست تا اواخر سال ۲۰۰۹ با همکاری اولیس‌رادیو (رسانه ملی فنلاند) تولید می‌شد. نظارت بر پرفروش‌ترین ضبط‌های تمام دوران در فنلاند و اهدای جوایز فهرست گواهی‌نامه‌های ضبط موسیقی با گواهی‌های طلایی و پلاتین از دیگر وظایف این سازمان است.